# ケフラン・テュラム
ケフラン・テュラム（Khéphren Thuram, 2001年3月26日 - ）は、イタリア・エミリア＝ロマーニャ州レッジョ・エミリア出身のフランスのプロサッカー選手。セリエA・ユヴェントスFC所属。フランス代表。ポジションはミッドフィールダー。
フランス代表選手として活躍したリリアン・テュラムを父に持ち、兄のマルクスもプロサッカー選手である。

## 経歴

### 幼少期
父親がイタリアのパルマACでプレイしていた頃にレッジョ・エミリアで生まれ、ブローニュ＝ビヨンクールに所属していた2014年に、クレールフォンテーヌ国立研究所のセレクションに合格し、指導を受けている。
後に、かつて父親も所属したモナコの下部組織に移った。

### クラブ
2018年11月28日、UEFAチャンピオンズリーグ・アウェイのアトレティコ・マドリード戦でアレクサンドル・ゴロビンに代わって途中出場し、当時17歳でプロデビュー。
2019年6月26日、デルビー・ドゥ・ラ・コート・ダジュールのライヴァルクラブであるニースに移籍。8月17日、ニーム戦で83分にイグナティウス・ガナゴに代わって途中出場し、リーグ・アン初出場。加入当初は出場機会が少なかったが、ウィラン・シプリェンの負傷離脱でチャンスを得ると、代役として守備的ミッドフィールダーを務め、パトリック・ヴィエラ監督の信頼を得て、連続出場を続けた。2020年10月3日、ホームで迎えたナント戦でプロ初ゴールを記録し、これが決勝点となり試合にも勝利した。
2024年7月10日、父も所属したイタリアのユヴェントスに移籍。5年契約で移籍金は2,000万ユーロと報じられている。

### 代表
父親からグアドループの血を引いている。2016年以降、フランスの各世代別代表に名を連ね、U-16代表ではキャプテンも務めた。
2023年3月16日、UEFA EURO 2024予選に臨むフランス代表に初招集されると、3月24日のオランダ戦で試合終了間際に途中出場し、A代表デビュー。

## 人物
古代エジプトのファラオであるカフラーに因んで「Khéphren」と名づけられた。

## 個人成績

### クラブ
| 国内大会個人成績 | 国内大会個人成績 | 国内大会個人成績 | 国内大会個人成績 | 国内大会個人成績 | 国内大会個人成績                       | 国内大会個人成績 | 国内大会個人成績 | 国内大会個人成績 | 国内大会個人成績 | 国内大会個人成績 | 国内大会個人成績 |
| 年度             | クラブ           | 背番号           | リーグ           | リーグ戦         | リーグ戦                               | リーグ杯         | リーグ杯         | オープン杯       | オープン杯       | 期間通算         | 期間通算         |
| 年度             | クラブ           | 背番号           | リーグ           | 出場             | 得点                                   | 出場             | 得点             | 出場             | 得点             | 出場             | 得点             |
| フランス         | フランス         | フランス         | フランス         | リーグ戦         | リーグ戦                               | F・リーグ杯      | F・リーグ杯      | フランス杯       | フランス杯       | 期間通算         | 期間通算         |
| ---------------- | ---------------- | ---------------- | ---------------- | ---------------- | -------------------------------------- | ---------------- | ---------------- | ---------------- | ---------------- | ---------------- | ---------------- |
| 2018-19          | モナコ           | 43               | リーグ・アン     | 0                | 0                                      | 0                | 0                | 0                | 0                | 0                | 0                |
| 2019-20          | ニース           | 19               | リーグ・アン     | 14               | 0                                      | 0                | 0                | 2                | 0                | 16               | 0                |
| 2020-21          | ニース           | 19               | リーグ・アン     | 29               | 2                                      | -                | -                | 1                | 0                | 30               | 2                |
| 2021-22          | ニース           | 19               | リーグ・アン     | 36               | 4                                      | -                | -                | 5                | 0                | 41               | 4                |
| 2022-23          | ニース           | 19               | リーグ・アン     | 35               | 2                                      | -                | -                | 1                | 0                | 36               | 2                |
| 2023-24          | ニース           | 19               | リーグ・アン     | 27               | 1                                      | -                | -                | 2                | 0                | 29               | 1                |
| イタリア         | イタリア         | イタリア         | イタリア         | リーグ戦         | リーグ戦                               | イタリア杯       | イタリア杯       | オープン杯       | オープン杯       | 期間通算         | 期間通算         |
| 2024-25          | ユヴェントス     | 19               | セリエA          | 35               | 4                                      | 2                | 1                | -                | -                | 37               | 5                |
| 通算             | フランス         | フランス         | リーグ・アン     | 141              | 9                                      | 0                | 0                | 11               | 0                | 152              | 9                |
| 通算             | イタリア         | イタリア         | セリエA          | 35               | 4                                      | 2                | 1                | -                | -                | 37               | 5                |
| 総通算           | 総通算           | 総通算           | 総通算           | 176              | 13\|\|\|2\|\|1\|\|11\|\|0\|\|189\|\|14 |                  |                  |                  |                  |                  |                  |

### 代表
| フランス代表 | 国際Aマッチ | 国際Aマッチ |
| 年           | 出場        | 得点        |
| ------------ | ----------- | ----------- |
| 2023         | 1           | 0           |
| 通算         | 1           | 0           |